# 가쿠이촌
가쿠이촌(角井村)은 일본 시가현 에치군에 설치되었던 촌이다. 현재의 히가시오미시의 북동부에 해당한다.